# Požeška Koprivnica
Požeška Koprivnica is een plaats in de gemeente Pleternica in de Kroatische provincie Požega-Slavonië. De plaats telt 328 inwoners (2001).